# Pastoral Gathering
In der Zeit vom 27. Januar bis zum 31. Januar 2005 fand in einem kleinen Dorf namens Turmi in Süd-Äthiopien das weltweit größte Treffen von Pastoralisten aus der gesamten Welt statt. Aus insgesamt 23 Ländern fanden Viehzüchter von vier Kontinenten ihren Weg nach Turmi, um über gemeinsame Probleme zu sprechen und mögliche Strategien zum Fortsetzen der pastoralen Lebensweise zu entwickeln.
Dieser ungewöhnliche Dialog wurde von UN und PCI organisiert. Ziel der Organisatoren war es, die Strategien der Entwicklungszusammenarbeit zu prüfen und zu revidieren. Ein weiteres erklärtes Ziel der Organisatoren war es, ein globales Netzwerk von Pastoralisten aufzubauen.